# Saint-Maur (Oise)
Saint-Maur település Franciaországban, Oise megyében. Lakosainak száma 388 fő (2022. január 1.). Saint-Maur Briot, Brombos, Fontaine-Lavaganne, Gaudechart, Hautbos, Roy-Boissy, Thérines és Thieuloy-Saint-Antoine községekkel határos.

## Népesség
A település népessége az elmúlt években az alábbi módon változott:
| Lakosok száma | 385  | 386  | 389  | 383  | 379  | 375  | 370  | 379  | 388  |
|               | 2013 | 2015 | 2016 | 2017 | 2018 | 2019 | 2020 | 2021 | 2022 |